# 다찌마와 리: 악인이여 지옥행 급행열차를 타라!
《다찌마와 리: 악인이여 지옥행 급행열차를 타라!》는 2008년 개봉한 대한민국의 액션 영화이다.

## 줄거리
1940년, 거대한 어둠의 조직이 점점 그 세력을 확장해가는 가운데...
최정예 특수 요원들의 명단이 담긴 국가 일급 기밀문서와 여성 비밀요원 ‘금연자’가 작전 수행 중 바람처럼 사라진다.
일이 이쯤 되자, 임시정부의 수장들은 감춰두었던 마지막 비장의 병기를 꺼내 들기로 한다. 자신의 존재를 밝히지 않은 채,
정의를 위해 뜨거운 가슴으로 총구를 겨누는 남자! 바로,‘다찌마와 리’다!
“더러운 죄악에 종지부를 찍을 내 주먹을 사라!”
비로소 실체를 드러낸 그는... 최고의 무기 개발자 남박사를 통해 신형 무기를 지원 받고 첩보계의 ‘검은 꽃’이라 불리는 관능적 스파이 ‘마리’를 새로운 파트너로 맞이한다.
하지만 적들의 움직임은 그림자처럼 조용하고 빨랐다. 사라진 기밀문서의 행적은 좀처럼 드러나지 않고, 사건의 중심에 다가갈수록 미스터리는 점점 커져 가지만, 발군의 실력과 호탕한 기지를 발휘하는 ‘다찌마와 리’!
이제 그는 상하이, 미국, 만주, 스위스 등 세계 전역을 넘나들며 전격 첩보전을 펼치기 시작하는데...

## 캐스팅

### 주요 인물
- 임원희 : 다찌마와 리 역
- 공효진 : 금연자 역 - 여성 비밀요원
- 박시연 : 마리 역 - 첩보계의 ‘검은 꽃’이라 불리는 관능적 스파이
- 황보라 : 소녀 역
- 류승범 : 국경살쾡이 역
- 김병옥 : 왕서방 역
- 김수현 : 다마네기 역
- 안길강 : 진상 6호 역

### 주변 인물
- 오지혜 : 마담 장 역
- 조덕현 : 후까시 역
- 이정헌 : 야시 역
- 정우 : 헌병대장 역
- 조상건 : 김 선생 역
- 김뢰하 : 김좌진 장군 역
- 정석용 : 진상 8호 역
- 구본웅 : 진상 9호 역

### 단역
- 김영인 : 남박사 역 - 최고의 무기 개발자
- 김한준 : 연구원 역
- 천성훈 : 기절 연구원 역
- 곽진석 : 마적단 역
- 강현중 : 기절 마적 역
- 김흥래 : 드릴 차력사 역
- 유성재 : 왕서방 부하 역

## 특별출연
- 리쌍(개리, 길) : 상하이패 불량배 역
- 정두홍 : 보초 역